# Матч за звання чемпіона світу із шахів 2006
Матч за звання чемпіона світу з шахів («матч об'єднання») був проведений у Елісті з 23 вересня по 13 жовтня 2006 року. Матч був зіграний між чемпіоном світу за версією ФІДЕ Веселином Топаловим та чемпіоном за версією ПША Володимиром Крамником. Володимир Крамник переміг з рахунком 8½ — 7½ (на тай-брейку) і став чемпіоном світу з шахів і першим після розколу ФІДЕ в 1993 році.
Матч відзначився також «туалетним скандалом». Топалов звинуватив Крамника у використанні підказок комп'ютера під час відвідин туалету. Доказів жодних не було пред'явлено. У відповідь на звинувачення Крамник не з'явився на п'яту партію матчу, в якій йому було зараховано технічну поразку.
|   | a | b | c | d | e | f | g | h |   |
| 8 | a7 чорна тура · c7 чорний король · f7 чорний пішак · g7 чорний пішак · h7 чорний пішак · a6 білий пішак · b6 біла тура · e6 чорний пішак · g6 чорний слон · a5 біла тура · c5 білий пішак · e3 білий король · f3 білий пішак · c2 чорна тура · g2 білий пішак · h2 білий пішак · f1 білий слон | a7 чорна тура · c7 чорний король · f7 чорний пішак · g7 чорний пішак · h7 чорний пішак · a6 білий пішак · b6 біла тура · e6 чорний пішак · g6 чорний слон · a5 біла тура · c5 білий пішак · e3 білий король · f3 білий пішак · c2 чорна тура · g2 білий пішак · h2 білий пішак · f1 білий слон | a7 чорна тура · c7 чорний король · f7 чорний пішак · g7 чорний пішак · h7 чорний пішак · a6 білий пішак · b6 біла тура · e6 чорний пішак · g6 чорний слон · a5 біла тура · c5 білий пішак · e3 білий король · f3 білий пішак · c2 чорна тура · g2 білий пішак · h2 білий пішак · f1 білий слон | a7 чорна тура · c7 чорний король · f7 чорний пішак · g7 чорний пішак · h7 чорний пішак · a6 білий пішак · b6 біла тура · e6 чорний пішак · g6 чорний слон · a5 біла тура · c5 білий пішак · e3 білий король · f3 білий пішак · c2 чорна тура · g2 білий пішак · h2 білий пішак · f1 білий слон | a7 чорна тура · c7 чорний король · f7 чорний пішак · g7 чорний пішак · h7 чорний пішак · a6 білий пішак · b6 біла тура · e6 чорний пішак · g6 чорний слон · a5 біла тура · c5 білий пішак · e3 білий король · f3 білий пішак · c2 чорна тура · g2 білий пішак · h2 білий пішак · f1 білий слон | a7 чорна тура · c7 чорний король · f7 чорний пішак · g7 чорний пішак · h7 чорний пішак · a6 білий пішак · b6 біла тура · e6 чорний пішак · g6 чорний слон · a5 біла тура · c5 білий пішак · e3 білий король · f3 білий пішак · c2 чорна тура · g2 білий пішак · h2 білий пішак · f1 білий слон | a7 чорна тура · c7 чорний король · f7 чорний пішак · g7 чорний пішак · h7 чорний пішак · a6 білий пішак · b6 біла тура · e6 чорний пішак · g6 чорний слон · a5 біла тура · c5 білий пішак · e3 білий король · f3 білий пішак · c2 чорна тура · g2 білий пішак · h2 білий пішак · f1 білий слон | a7 чорна тура · c7 чорний король · f7 чорний пішак · g7 чорний пішак · h7 чорний пішак · a6 білий пішак · b6 біла тура · e6 чорний пішак · g6 чорний слон · a5 біла тура · c5 білий пішак · e3 білий король · f3 білий пішак · c2 чорна тура · g2 білий пішак · h2 білий пішак · f1 білий слон | 8 |
| 7 | a7 чорна тура · c7 чорний король · f7 чорний пішак · g7 чорний пішак · h7 чорний пішак · a6 білий пішак · b6 біла тура · e6 чорний пішак · g6 чорний слон · a5 біла тура · c5 білий пішак · e3 білий король · f3 білий пішак · c2 чорна тура · g2 білий пішак · h2 білий пішак · f1 білий слон | a7 чорна тура · c7 чорний король · f7 чорний пішак · g7 чорний пішак · h7 чорний пішак · a6 білий пішак · b6 біла тура · e6 чорний пішак · g6 чорний слон · a5 біла тура · c5 білий пішак · e3 білий король · f3 білий пішак · c2 чорна тура · g2 білий пішак · h2 білий пішак · f1 білий слон | a7 чорна тура · c7 чорний король · f7 чорний пішак · g7 чорний пішак · h7 чорний пішак · a6 білий пішак · b6 біла тура · e6 чорний пішак · g6 чорний слон · a5 біла тура · c5 білий пішак · e3 білий король · f3 білий пішак · c2 чорна тура · g2 білий пішак · h2 білий пішак · f1 білий слон | a7 чорна тура · c7 чорний король · f7 чорний пішак · g7 чорний пішак · h7 чорний пішак · a6 білий пішак · b6 біла тура · e6 чорний пішак · g6 чорний слон · a5 біла тура · c5 білий пішак · e3 білий король · f3 білий пішак · c2 чорна тура · g2 білий пішак · h2 білий пішак · f1 білий слон | a7 чорна тура · c7 чорний король · f7 чорний пішак · g7 чорний пішак · h7 чорний пішак · a6 білий пішак · b6 біла тура · e6 чорний пішак · g6 чорний слон · a5 біла тура · c5 білий пішак · e3 білий король · f3 білий пішак · c2 чорна тура · g2 білий пішак · h2 білий пішак · f1 білий слон | a7 чорна тура · c7 чорний король · f7 чорний пішак · g7 чорний пішак · h7 чорний пішак · a6 білий пішак · b6 біла тура · e6 чорний пішак · g6 чорний слон · a5 біла тура · c5 білий пішак · e3 білий король · f3 білий пішак · c2 чорна тура · g2 білий пішак · h2 білий пішак · f1 білий слон | a7 чорна тура · c7 чорний король · f7 чорний пішак · g7 чорний пішак · h7 чорний пішак · a6 білий пішак · b6 біла тура · e6 чорний пішак · g6 чорний слон · a5 біла тура · c5 білий пішак · e3 білий король · f3 білий пішак · c2 чорна тура · g2 білий пішак · h2 білий пішак · f1 білий слон | a7 чорна тура · c7 чорний король · f7 чорний пішак · g7 чорний пішак · h7 чорний пішак · a6 білий пішак · b6 біла тура · e6 чорний пішак · g6 чорний слон · a5 біла тура · c5 білий пішак · e3 білий король · f3 білий пішак · c2 чорна тура · g2 білий пішак · h2 білий пішак · f1 білий слон | 7 |
| 6 | a7 чорна тура · c7 чорний король · f7 чорний пішак · g7 чорний пішак · h7 чорний пішак · a6 білий пішак · b6 біла тура · e6 чорний пішак · g6 чорний слон · a5 біла тура · c5 білий пішак · e3 білий король · f3 білий пішак · c2 чорна тура · g2 білий пішак · h2 білий пішак · f1 білий слон | a7 чорна тура · c7 чорний король · f7 чорний пішак · g7 чорний пішак · h7 чорний пішак · a6 білий пішак · b6 біла тура · e6 чорний пішак · g6 чорний слон · a5 біла тура · c5 білий пішак · e3 білий король · f3 білий пішак · c2 чорна тура · g2 білий пішак · h2 білий пішак · f1 білий слон | a7 чорна тура · c7 чорний король · f7 чорний пішак · g7 чорний пішак · h7 чорний пішак · a6 білий пішак · b6 біла тура · e6 чорний пішак · g6 чорний слон · a5 біла тура · c5 білий пішак · e3 білий король · f3 білий пішак · c2 чорна тура · g2 білий пішак · h2 білий пішак · f1 білий слон | a7 чорна тура · c7 чорний король · f7 чорний пішак · g7 чорний пішак · h7 чорний пішак · a6 білий пішак · b6 біла тура · e6 чорний пішак · g6 чорний слон · a5 біла тура · c5 білий пішак · e3 білий король · f3 білий пішак · c2 чорна тура · g2 білий пішак · h2 білий пішак · f1 білий слон | a7 чорна тура · c7 чорний король · f7 чорний пішак · g7 чорний пішак · h7 чорний пішак · a6 білий пішак · b6 біла тура · e6 чорний пішак · g6 чорний слон · a5 біла тура · c5 білий пішак · e3 білий король · f3 білий пішак · c2 чорна тура · g2 білий пішак · h2 білий пішак · f1 білий слон | a7 чорна тура · c7 чорний король · f7 чорний пішак · g7 чорний пішак · h7 чорний пішак · a6 білий пішак · b6 біла тура · e6 чорний пішак · g6 чорний слон · a5 біла тура · c5 білий пішак · e3 білий король · f3 білий пішак · c2 чорна тура · g2 білий пішак · h2 білий пішак · f1 білий слон | a7 чорна тура · c7 чорний король · f7 чорний пішак · g7 чорний пішак · h7 чорний пішак · a6 білий пішак · b6 біла тура · e6 чорний пішак · g6 чорний слон · a5 біла тура · c5 білий пішак · e3 білий король · f3 білий пішак · c2 чорна тура · g2 білий пішак · h2 білий пішак · f1 білий слон | a7 чорна тура · c7 чорний король · f7 чорний пішак · g7 чорний пішак · h7 чорний пішак · a6 білий пішак · b6 біла тура · e6 чорний пішак · g6 чорний слон · a5 біла тура · c5 білий пішак · e3 білий король · f3 білий пішак · c2 чорна тура · g2 білий пішак · h2 білий пішак · f1 білий слон | 6 |
| 5 | a7 чорна тура · c7 чорний король · f7 чорний пішак · g7 чорний пішак · h7 чорний пішак · a6 білий пішак · b6 біла тура · e6 чорний пішак · g6 чорний слон · a5 біла тура · c5 білий пішак · e3 білий король · f3 білий пішак · c2 чорна тура · g2 білий пішак · h2 білий пішак · f1 білий слон | a7 чорна тура · c7 чорний король · f7 чорний пішак · g7 чорний пішак · h7 чорний пішак · a6 білий пішак · b6 біла тура · e6 чорний пішак · g6 чорний слон · a5 біла тура · c5 білий пішак · e3 білий король · f3 білий пішак · c2 чорна тура · g2 білий пішак · h2 білий пішак · f1 білий слон | a7 чорна тура · c7 чорний король · f7 чорний пішак · g7 чорний пішак · h7 чорний пішак · a6 білий пішак · b6 біла тура · e6 чорний пішак · g6 чорний слон · a5 біла тура · c5 білий пішак · e3 білий король · f3 білий пішак · c2 чорна тура · g2 білий пішак · h2 білий пішак · f1 білий слон | a7 чорна тура · c7 чорний король · f7 чорний пішак · g7 чорний пішак · h7 чорний пішак · a6 білий пішак · b6 біла тура · e6 чорний пішак · g6 чорний слон · a5 біла тура · c5 білий пішак · e3 білий король · f3 білий пішак · c2 чорна тура · g2 білий пішак · h2 білий пішак · f1 білий слон | a7 чорна тура · c7 чорний король · f7 чорний пішак · g7 чорний пішак · h7 чорний пішак · a6 білий пішак · b6 біла тура · e6 чорний пішак · g6 чорний слон · a5 біла тура · c5 білий пішак · e3 білий король · f3 білий пішак · c2 чорна тура · g2 білий пішак · h2 білий пішак · f1 білий слон | a7 чорна тура · c7 чорний король · f7 чорний пішак · g7 чорний пішак · h7 чорний пішак · a6 білий пішак · b6 біла тура · e6 чорний пішак · g6 чорний слон · a5 біла тура · c5 білий пішак · e3 білий король · f3 білий пішак · c2 чорна тура · g2 білий пішак · h2 білий пішак · f1 білий слон | a7 чорна тура · c7 чорний король · f7 чорний пішак · g7 чорний пішак · h7 чорний пішак · a6 білий пішак · b6 біла тура · e6 чорний пішак · g6 чорний слон · a5 біла тура · c5 білий пішак · e3 білий король · f3 білий пішак · c2 чорна тура · g2 білий пішак · h2 білий пішак · f1 білий слон | a7 чорна тура · c7 чорний король · f7 чорний пішак · g7 чорний пішак · h7 чорний пішак · a6 білий пішак · b6 біла тура · e6 чорний пішак · g6 чорний слон · a5 біла тура · c5 білий пішак · e3 білий король · f3 білий пішак · c2 чорна тура · g2 білий пішак · h2 білий пішак · f1 білий слон | 5 |
| 4 | a7 чорна тура · c7 чорний король · f7 чорний пішак · g7 чорний пішак · h7 чорний пішак · a6 білий пішак · b6 біла тура · e6 чорний пішак · g6 чорний слон · a5 біла тура · c5 білий пішак · e3 білий король · f3 білий пішак · c2 чорна тура · g2 білий пішак · h2 білий пішак · f1 білий слон | a7 чорна тура · c7 чорний король · f7 чорний пішак · g7 чорний пішак · h7 чорний пішак · a6 білий пішак · b6 біла тура · e6 чорний пішак · g6 чорний слон · a5 біла тура · c5 білий пішак · e3 білий король · f3 білий пішак · c2 чорна тура · g2 білий пішак · h2 білий пішак · f1 білий слон | a7 чорна тура · c7 чорний король · f7 чорний пішак · g7 чорний пішак · h7 чорний пішак · a6 білий пішак · b6 біла тура · e6 чорний пішак · g6 чорний слон · a5 біла тура · c5 білий пішак · e3 білий король · f3 білий пішак · c2 чорна тура · g2 білий пішак · h2 білий пішак · f1 білий слон | a7 чорна тура · c7 чорний король · f7 чорний пішак · g7 чорний пішак · h7 чорний пішак · a6 білий пішак · b6 біла тура · e6 чорний пішак · g6 чорний слон · a5 біла тура · c5 білий пішак · e3 білий король · f3 білий пішак · c2 чорна тура · g2 білий пішак · h2 білий пішак · f1 білий слон | a7 чорна тура · c7 чорний король · f7 чорний пішак · g7 чорний пішак · h7 чорний пішак · a6 білий пішак · b6 біла тура · e6 чорний пішак · g6 чорний слон · a5 біла тура · c5 білий пішак · e3 білий король · f3 білий пішак · c2 чорна тура · g2 білий пішак · h2 білий пішак · f1 білий слон | a7 чорна тура · c7 чорний король · f7 чорний пішак · g7 чорний пішак · h7 чорний пішак · a6 білий пішак · b6 біла тура · e6 чорний пішак · g6 чорний слон · a5 біла тура · c5 білий пішак · e3 білий король · f3 білий пішак · c2 чорна тура · g2 білий пішак · h2 білий пішак · f1 білий слон | a7 чорна тура · c7 чорний король · f7 чорний пішак · g7 чорний пішак · h7 чорний пішак · a6 білий пішак · b6 біла тура · e6 чорний пішак · g6 чорний слон · a5 біла тура · c5 білий пішак · e3 білий король · f3 білий пішак · c2 чорна тура · g2 білий пішак · h2 білий пішак · f1 білий слон | a7 чорна тура · c7 чорний король · f7 чорний пішак · g7 чорний пішак · h7 чорний пішак · a6 білий пішак · b6 біла тура · e6 чорний пішак · g6 чорний слон · a5 біла тура · c5 білий пішак · e3 білий король · f3 білий пішак · c2 чорна тура · g2 білий пішак · h2 білий пішак · f1 білий слон | 4 |
| 3 | a7 чорна тура · c7 чорний король · f7 чорний пішак · g7 чорний пішак · h7 чорний пішак · a6 білий пішак · b6 біла тура · e6 чорний пішак · g6 чорний слон · a5 біла тура · c5 білий пішак · e3 білий король · f3 білий пішак · c2 чорна тура · g2 білий пішак · h2 білий пішак · f1 білий слон | a7 чорна тура · c7 чорний король · f7 чорний пішак · g7 чорний пішак · h7 чорний пішак · a6 білий пішак · b6 біла тура · e6 чорний пішак · g6 чорний слон · a5 біла тура · c5 білий пішак · e3 білий король · f3 білий пішак · c2 чорна тура · g2 білий пішак · h2 білий пішак · f1 білий слон | a7 чорна тура · c7 чорний король · f7 чорний пішак · g7 чорний пішак · h7 чорний пішак · a6 білий пішак · b6 біла тура · e6 чорний пішак · g6 чорний слон · a5 біла тура · c5 білий пішак · e3 білий король · f3 білий пішак · c2 чорна тура · g2 білий пішак · h2 білий пішак · f1 білий слон | a7 чорна тура · c7 чорний король · f7 чорний пішак · g7 чорний пішак · h7 чорний пішак · a6 білий пішак · b6 біла тура · e6 чорний пішак · g6 чорний слон · a5 біла тура · c5 білий пішак · e3 білий король · f3 білий пішак · c2 чорна тура · g2 білий пішак · h2 білий пішак · f1 білий слон | a7 чорна тура · c7 чорний король · f7 чорний пішак · g7 чорний пішак · h7 чорний пішак · a6 білий пішак · b6 біла тура · e6 чорний пішак · g6 чорний слон · a5 біла тура · c5 білий пішак · e3 білий король · f3 білий пішак · c2 чорна тура · g2 білий пішак · h2 білий пішак · f1 білий слон | a7 чорна тура · c7 чорний король · f7 чорний пішак · g7 чорний пішак · h7 чорний пішак · a6 білий пішак · b6 біла тура · e6 чорний пішак · g6 чорний слон · a5 біла тура · c5 білий пішак · e3 білий король · f3 білий пішак · c2 чорна тура · g2 білий пішак · h2 білий пішак · f1 білий слон | a7 чорна тура · c7 чорний король · f7 чорний пішак · g7 чорний пішак · h7 чорний пішак · a6 білий пішак · b6 біла тура · e6 чорний пішак · g6 чорний слон · a5 біла тура · c5 білий пішак · e3 білий король · f3 білий пішак · c2 чорна тура · g2 білий пішак · h2 білий пішак · f1 білий слон | a7 чорна тура · c7 чорний король · f7 чорний пішак · g7 чорний пішак · h7 чорний пішак · a6 білий пішак · b6 біла тура · e6 чорний пішак · g6 чорний слон · a5 біла тура · c5 білий пішак · e3 білий король · f3 білий пішак · c2 чорна тура · g2 білий пішак · h2 білий пішак · f1 білий слон | 3 |
| 2 | a7 чорна тура · c7 чорний король · f7 чорний пішак · g7 чорний пішак · h7 чорний пішак · a6 білий пішак · b6 біла тура · e6 чорний пішак · g6 чорний слон · a5 біла тура · c5 білий пішак · e3 білий король · f3 білий пішак · c2 чорна тура · g2 білий пішак · h2 білий пішак · f1 білий слон | a7 чорна тура · c7 чорний король · f7 чорний пішак · g7 чорний пішак · h7 чорний пішак · a6 білий пішак · b6 біла тура · e6 чорний пішак · g6 чорний слон · a5 біла тура · c5 білий пішак · e3 білий король · f3 білий пішак · c2 чорна тура · g2 білий пішак · h2 білий пішак · f1 білий слон | a7 чорна тура · c7 чорний король · f7 чорний пішак · g7 чорний пішак · h7 чорний пішак · a6 білий пішак · b6 біла тура · e6 чорний пішак · g6 чорний слон · a5 біла тура · c5 білий пішак · e3 білий король · f3 білий пішак · c2 чорна тура · g2 білий пішак · h2 білий пішак · f1 білий слон | a7 чорна тура · c7 чорний король · f7 чорний пішак · g7 чорний пішак · h7 чорний пішак · a6 білий пішак · b6 біла тура · e6 чорний пішак · g6 чорний слон · a5 біла тура · c5 білий пішак · e3 білий король · f3 білий пішак · c2 чорна тура · g2 білий пішак · h2 білий пішак · f1 білий слон | a7 чорна тура · c7 чорний король · f7 чорний пішак · g7 чорний пішак · h7 чорний пішак · a6 білий пішак · b6 біла тура · e6 чорний пішак · g6 чорний слон · a5 біла тура · c5 білий пішак · e3 білий король · f3 білий пішак · c2 чорна тура · g2 білий пішак · h2 білий пішак · f1 білий слон | a7 чорна тура · c7 чорний король · f7 чорний пішак · g7 чорний пішак · h7 чорний пішак · a6 білий пішак · b6 біла тура · e6 чорний пішак · g6 чорний слон · a5 біла тура · c5 білий пішак · e3 білий король · f3 білий пішак · c2 чорна тура · g2 білий пішак · h2 білий пішак · f1 білий слон | a7 чорна тура · c7 чорний король · f7 чорний пішак · g7 чорний пішак · h7 чорний пішак · a6 білий пішак · b6 біла тура · e6 чорний пішак · g6 чорний слон · a5 біла тура · c5 білий пішак · e3 білий король · f3 білий пішак · c2 чорна тура · g2 білий пішак · h2 білий пішак · f1 білий слон | a7 чорна тура · c7 чорний король · f7 чорний пішак · g7 чорний пішак · h7 чорний пішак · a6 білий пішак · b6 біла тура · e6 чорний пішак · g6 чорний слон · a5 біла тура · c5 білий пішак · e3 білий король · f3 білий пішак · c2 чорна тура · g2 білий пішак · h2 білий пішак · f1 білий слон | 2 |
| 1 | a7 чорна тура · c7 чорний король · f7 чорний пішак · g7 чорний пішак · h7 чорний пішак · a6 білий пішак · b6 біла тура · e6 чорний пішак · g6 чорний слон · a5 біла тура · c5 білий пішак · e3 білий король · f3 білий пішак · c2 чорна тура · g2 білий пішак · h2 білий пішак · f1 білий слон | a7 чорна тура · c7 чорний король · f7 чорний пішак · g7 чорний пішак · h7 чорний пішак · a6 білий пішак · b6 біла тура · e6 чорний пішак · g6 чорний слон · a5 біла тура · c5 білий пішак · e3 білий король · f3 білий пішак · c2 чорна тура · g2 білий пішак · h2 білий пішак · f1 білий слон | a7 чорна тура · c7 чорний король · f7 чорний пішак · g7 чорний пішак · h7 чорний пішак · a6 білий пішак · b6 біла тура · e6 чорний пішак · g6 чорний слон · a5 біла тура · c5 білий пішак · e3 білий король · f3 білий пішак · c2 чорна тура · g2 білий пішак · h2 білий пішак · f1 білий слон | a7 чорна тура · c7 чорний король · f7 чорний пішак · g7 чорний пішак · h7 чорний пішак · a6 білий пішак · b6 біла тура · e6 чорний пішак · g6 чорний слон · a5 біла тура · c5 білий пішак · e3 білий король · f3 білий пішак · c2 чорна тура · g2 білий пішак · h2 білий пішак · f1 білий слон | a7 чорна тура · c7 чорний король · f7 чорний пішак · g7 чорний пішак · h7 чорний пішак · a6 білий пішак · b6 біла тура · e6 чорний пішак · g6 чорний слон · a5 біла тура · c5 білий пішак · e3 білий король · f3 білий пішак · c2 чорна тура · g2 білий пішак · h2 білий пішак · f1 білий слон | a7 чорна тура · c7 чорний король · f7 чорний пішак · g7 чорний пішак · h7 чорний пішак · a6 білий пішак · b6 біла тура · e6 чорний пішак · g6 чорний слон · a5 біла тура · c5 білий пішак · e3 білий король · f3 білий пішак · c2 чорна тура · g2 білий пішак · h2 білий пішак · f1 білий слон | a7 чорна тура · c7 чорний король · f7 чорний пішак · g7 чорний пішак · h7 чорний пішак · a6 білий пішак · b6 біла тура · e6 чорний пішак · g6 чорний слон · a5 біла тура · c5 білий пішак · e3 білий король · f3 білий пішак · c2 чорна тура · g2 білий пішак · h2 білий пішак · f1 білий слон | a7 чорна тура · c7 чорний король · f7 чорний пішак · g7 чорний пішак · h7 чорний пішак · a6 білий пішак · b6 біла тура · e6 чорний пішак · g6 чорний слон · a5 біла тура · c5 білий пішак · e3 білий король · f3 білий пішак · c2 чорна тура · g2 білий пішак · h2 білий пішак · f1 білий слон | 1 |
|   | a | b | c | d | e | f | g | h |   |

## Результати
|                            | 1 | 2 | 3 | 4 | 5 | 6 | 7 | 8 | 9 | 10 | 11 | 12 | 13 | 14 | 15 | 16 | Очки |
| -------------------------- | - | - | - | - | - | - | - | - | - | -- | -- | -- | -- | -- | -- | -- | ---- |
| Володимир Крамник (Росія)  | 1 | 1 | ½ | ½ | 0 | ½ | ½ | 0 | 0 | 1  | ½  | ½  | ½  | 1  | 0  | 1  | 8½   |
| Веселин Топалов (Болгарія) | 0 | 0 | ½ | ½ | 1 | ½ | ½ | 1 | 1 | 0  | ½  | ½  | ½  | 0  | 1  | 0  | 7½   |